# Tettigoniidae

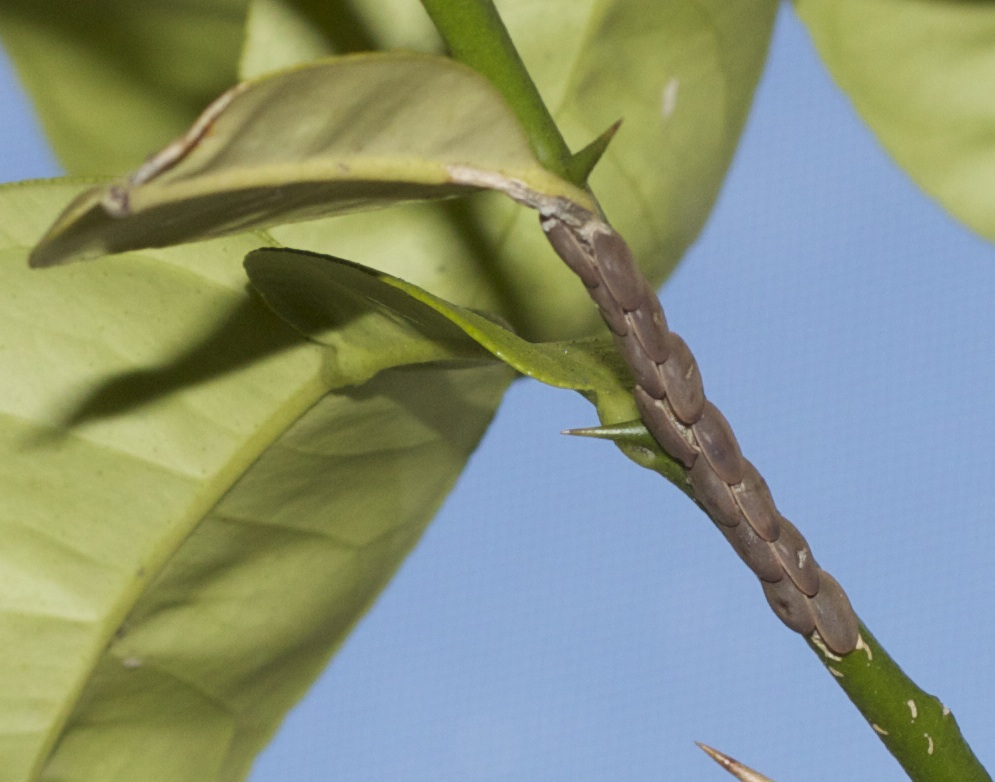
Huevos de Tettigonidae en hileras adheridos al tallo de una planta

Los saltamontes longicornios, saltamontes hoja o esperanzas (Tettigoniidae) son una familia de ortópteros. Hay más de 6400 especies. En general son de colores crípticos, semejan hojas. Varían en tamaño entre 5 y 130 mm.
La mayoría de las especies son de hábitos nocturnos y producen llamadas de apareamiento estridentes. Es común oirlos en las noches de verano y otoño temprano y pueden exhibir mimetismo o camuflaje, comúnmente con formas y colores similares a las hojas.
Tienen una generación por año. El macho presenta un regalo de alimento a la hembra. La hembra suele depositar sus huevos al final del verano. Son de distribución mundial, excepto la Antártida. Se alimentan de hojas, flores, semillas, corteza, aunque unos pocos son depredadores (subfamilia Listroscelidinae). Algunos son considerados plagas de la agricultura.

## Características
Taxonómicamente se caracterizan por poseer antenas más largas que el cuerpo, tarsos con cuatro segmentos, órgano productor de sonido en el primer par de alas (tegmina) rugosas, el tegmen izquierdo se superpone al derecho y presenta el peine estridulador, mientras que al tegmen derecho presenta el plectro o rascador (vena engorsada) en el área anal. Las hembras presentan el ovipositor conspicuo y en forma de sable. Los machos producen el canto que los caracteriza al frotar las tegminas y deslizar el peine estridulador contra el plectro.

## Etimología
El nombre de la familia Tettigoniidae deriva del género Tettigonia, cuya especie tipo es la gran grillo de arbusto verde; fue descrita por primera vez por Carl Linnaeus en 1758. En latín tettigonia significa una especie de pequeña cigarra, saltamontes; procede del griego τεττιγόνιον tettigonion, diminutivo del imitativo (onomatopéyico) τέττιξ, tettix, cigarra.  Todos estos nombres como tettix con sonidos repetidos son onomatopéyicos, imitando la estridulación de estos insectos. 

## Distribución geográfica
Los tettigónidos se encuentran en todos los continentes excepto en la Antártida. La gran mayoría de las especies de tettigónidos viven en las regiones tropicales del mundo. Por ejemplo, la selva tropical de la cuenca del Amazonas alberga más de 2.000 especies de tettigónidos. Sin embargo, los tettigónidos también se encuentran en las regiones templadas frías y secas, con unas 255 especies en Norteamérica.

## Ecología
Los miembros de esta familia predominan en zonas tropicales, sin embargo, también habitan regiones templadas, aunque son menos comunes en zonas donde los inviernos son largos y fríos. Son por lo general los insectos de mayor tamaño del bosque tropical; se conocen formas que alcanzan los 15 cm de longitud y 18 cm de extensión alar.
Poseen aparato bucal masticador y metamorfosis incompleta o simple, con tres fases de desarrollo (huevo, ninfa y adulto). En lo referente a hábitos alimenticios, la mayoría de los taxones son fitófagos. No obstante, hay algunas especies depredadoras, ej. miembros del género Neobarrettia Rehn., los cuales se alimentan de otros insectos y arácnidos. Generalmente requieren un dieta rica en proteínas de origen animal o vegetal, de modo que algunas especies cumplen una función ecológica, como polinizadores. Los Tettigoniidae son a su vez una importante fuente de alimentación para vertebrados insectívoros. El comportamiento acústico es importante en la reproducción, cuando los machos están sexualmente maduros para atraer a las hembras y aparearse, en algunas subfamilias (Phaneropterinae) las hembras son capaces de emitir una señal acústica en respuesta al canto del macho. Numerosas características de los Tettigoniidea pueden ser interpretadas como resultados de una competencia evolutiva de una relación presa-depredador. Así como la apariencia críptica de hoja que los protege de los depredadores que se orientan ópticamente.

### Comunicación
Los machos de los tettigónidos tienen órganos productores de sonido situados en los ángulos posteriores de sus alas delanteras. En algunas especies, las hembras también son capaces de estridular. Las hembras pían en respuesta a la estridulación de los machos. Los machos utilizan este sonido para el cortejo, que tiene lugar a finales del verano. El sonido se produce frotando dos partes de sus cuerpos, lo que se denomina estridulación. En muchos casos se hace con las alas, pero no exclusivamente. Una parte del cuerpo lleva una lima o peine con crestas; la otra tiene el plectro, que pasa sobre las crestas para producir una vibración. En los tettigónidos, las alas delanteras se utilizan para cantar. Los tettigónidos producen cantos continuos conocidos como trinos.  El tamaño del insecto, el espaciado de las crestas y la anchura del raspador influyen en el sonido que emite.
Muchas especies estridulan a un ritmo que se rige por la temperatura ambiente, de modo que el número de chirridos en un período de tiempo definido puede producir una lectura bastante precisa de la temperatura. Para los katydids americanos, la fórmula se da generalmente como el número de chirridos en 15 segundos más 37 para dar la temperatura en grados Fahrenheit.

### Depredación

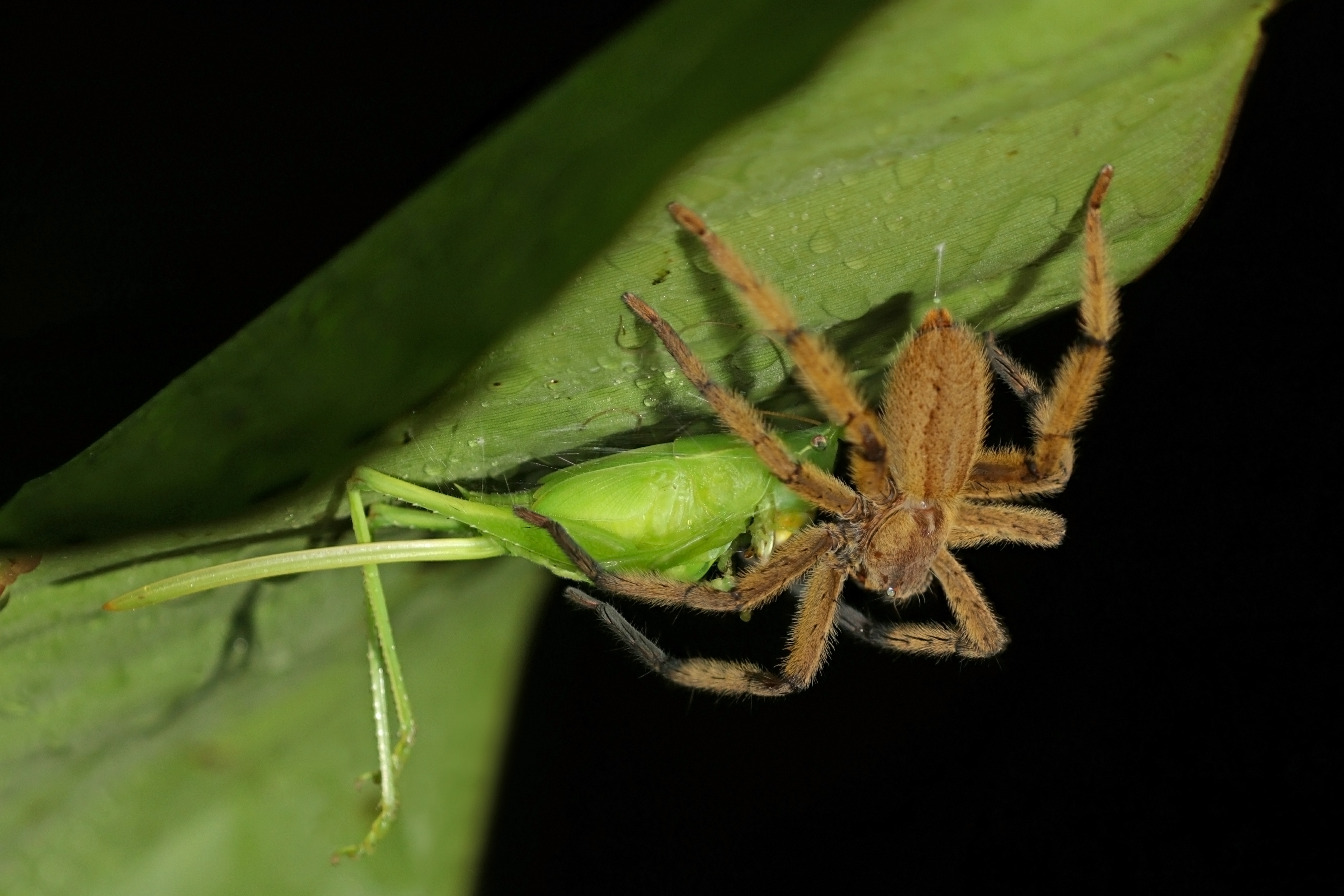
Araña errante (Cupiennius sp.) con presa Tettigoniidae sp.

Algunos tettigónidos tienen espinas en diferentes partes del cuerpo que funcionan de distintas maneras. Los Listroscelinae tienen espinas en las extremidades en las superficies ventrales de sus cuerpos. Esto funciona de una manera para confinar a sus presas para hacer una jaula temporal por encima de sus piezas bucales. Las espinas son articuladas y comparativamente flexibles, pero relativamente romas. Debido a esto, sirven para enjaular y no para penetrar en el cuerpo de la presa. Las espinas de las tibias y los fémures suelen ser más afiladas y no articuladas. Están diseñadas más para la penetración o para ayudar en el mecanismo defensivo que puedan tener. Esto suele funcionar con su postura de dormidero diurno para maximizar la defensa y evitar que los depredadores vayan a por su cabeza. 

### Mecanismos de defensa

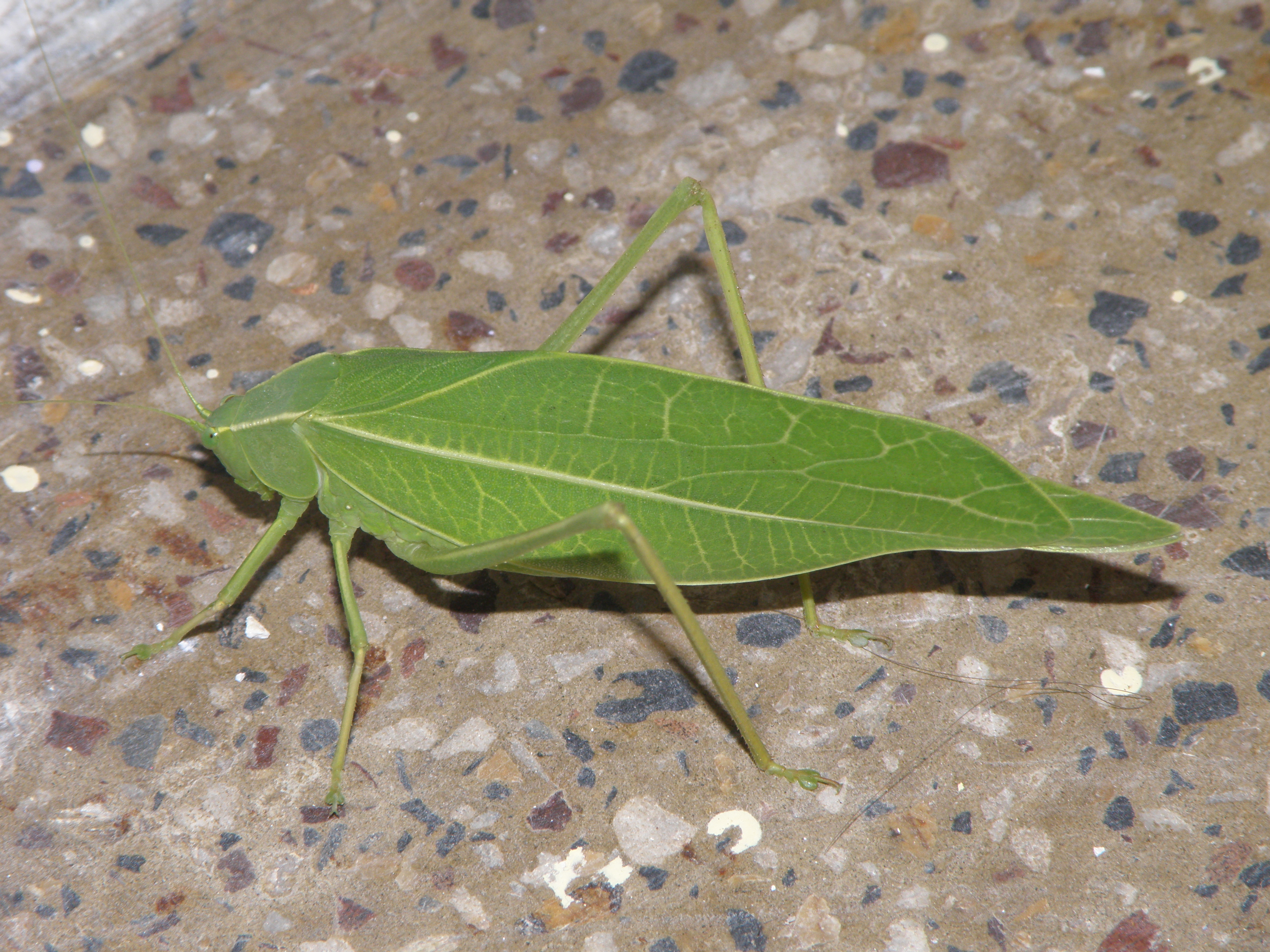
Saltamontes imitando una hoja

Cuando los tettigónidos descansan durante el día, adoptan una postura diurna para maximizar sus cualidades crípticas. Esta postura engaña a los depredadores haciéndoles creer que el tettigónido está muerto o que es sólo una hoja de la planta. Varios tettigónidos tienen una coloración brillante y manchas negras apicales en las superficies internas de la tegmina, y alas traseras de colores brillantes. Al abrir las alas cuando se les molesta, utilizan la coloración para engañar a los depredadores haciéndoles creer que las manchas son ojos. Esto, en combinación con su coloración que imita a las hojas, les permite mimetizarse con su entorno, pero también hace que los depredadores no estén seguros de cuál es el lado delantero y cuál el trasero. 

## Comportamiento reproductivo
Los machos proporcionan un regalo nupcial a las hembras en forma de espermatófilo, un cuerpo adherido al espermatóforo del macho y consumido por la hembra, para distraerla de comer el espermatóforo del macho y aumentar así su paternidad.

### Poligamia
Los Tettigoniidae tienen relaciones polígamas. El primer macho que se aparea tiene garantizada una altísima confianza de paternidad cuando un segundo macho se aparea al terminar la refractariedad sexual de la hembra. Los nutrientes que finalmente reciban las crías aumentarán su aptitud. El segundo macho que se aparea con la hembra al finalizar su periodo refractario suele ser cornudo.

### Competencia
Las relaciones polígamas de los Tettigoniidae conducen a altos niveles de competencia entre machos. La competencia entre machos se debe a la menor disponibilidad de machos capaces de suministrar espermafilamentos nutritivos a las hembras. Las hembras producen más huevos con una dieta de alta calidad; por ello, la hembra busca machos más sanos con un espermatófilo más nutritivo. Las hembras utilizan el sonido creado por el macho para juzgar su aptitud. Cuanto más fuerte y fluido sea el trino, mayor será la aptitud del macho.

### Respuesta al estrés
A menudo, en las especies que producen mayores regalos alimenticios, la hembra busca a los machos para copular. Sin embargo, esto supone un coste para las hembras, ya que se arriesgan a ser depredadas mientras buscan a los machos. Además, existe una relación coste-beneficio en el tamaño del espermatóforo que producen los tettigónidos macho. Cuando los machos poseen un espermatóforo grande, se benefician de una mayor selección por parte de las hembras, pero sólo pueden aparearse una o dos veces a lo largo de su vida. A la inversa, los machos de Tettigoniidae con espermatóforos más pequeños tienen la ventaja de poder aparearse de dos a tres veces por noche, pero tienen menos posibilidades de ser seleccionados por las hembras. Incluso en épocas de estrés nutricional, los machos de Tettigoniidae siguen invirtiendo nutrientes en sus espermatóforos. En algunas especies, el coste de creación del espermatóforo es bajo, pero incluso en aquellas en las que no lo es, sigue sin ser beneficioso reducir la calidad del espermatóforo, ya que conduciría a una menor selección y éxito reproductivo. Este bajo éxito reproductivo se atribuye a algunas especies de Tettigoniidae en las que el espermatóforo que la hembra recibe como regalo alimenticio del macho durante la cópula aumenta el rendimiento reproductivo del intento de reproducción. Sin embargo, en otros casos, la hembra recibe pocos o ningún beneficio.
El comportamiento reproductivo de los grillos de los arbustos ha sido estudiado en gran profundidad. Los estudios han descubierto que el grillo tuberoso de los arbustos (Platycleis affinis) tiene los testículos más grandes en proporción a la masa corporal de cualquier animal registrado. Representan el 14% de la masa corporal del insecto y se cree que permiten una rápida tasa de apareamiento.

## Importancia económica
Pocas especies son reportadas como plagas. Sin embargo, Obolopteryx castanea y Planipollex pollicifer son reportados como plagas en cítricos en el noreste de México. Otras especies reportadas como plagas son Ruspolia spp. y Anabrus simplex.

## Subfamilias
Incluye las siguientes subfamilias:
- Acridoxeninae Zeuner, 1936
- Austrosaginae Rentz, 1993
- Bradyporinae Burmeister, 1838
- Conocephalinae Burmeister, 1838
- Hetrodinae Brunner von Wattenwyl, 1878
- Hexacentrinae Karny, 1925
- Lipotactinae Ingrisch, 1995
- Listroscelidinae Redtenbacher, 1891
- Meconematinae Burmeister, 1838
- Mecopodinae Walker, 1871
- Microtettigoniinae Rentz, 1979
- Phaneropterinae Burmeister, 1838
- Phasmodinae Caudell, 1912
- Phyllophorinae Stål, 1874
- Pseudophyllinae Burmeister, 1838
- Saginae Brunner von Wattenwyl, 1878
- Tettigoniinae Krauss, 1902
- Tympanophorinae Brunner von Wattenwyl, 1893
- Zaprochilinae Handlirsch, 1925
- †Pseudotettigoniinae Sharov, 1962
- Géneros en subfamilias indeterminadas
  - †Arctolocusta Liu & Kang, 2008
  - †Archaboilus Gu, Engel & Ren, 2012
  - Hermoniana
  - †Lithymnetes Scudder, 1878
  - Triassophyllum
  - Banza
  - Parapelerinus Liu & Kang, 2008

## Representantes fósiles del grupo
Las siguientes formas fósiles también se asignan a la superfamilia Tettigonioidea:
- † Permotettigonia gallica, Nel & Garrouste 2016.[24] Se estableció una familia † Permotettigoniidae para esta especie fósil. Se conserva la impresión de un ala anterior de la Formación Cian, Roadium (Pérmico), hallada en los Alpes Marítimos franceses. Según los autores, la forma del ala corresponde a la de las hojas modernas de mimetismo en una forma de mimetismo hojas mímicas. Esto dataría esta forma de mimetismo en el periodo Pérmico, haciéndola más antigua que las angiospermas entre las plantas. Con Taeniopteris, sin embargo, especies de plantas con hojas similares ya existían en la flora en ese momento.
- † Haglotettigonia egregia Gorochov, 1988.[25] Se estableció una familia † Haglotettigoniidae para esta especie fósil. Existe una impresión incompleta de un ala anterior en sedimentos del Cretácico Inferior, hallada en el valle del Witim, Buriatia, Siberia. Gorochov clasifica el hallazgo como una forma de transición entre la familia Prophalangopsidae (Aboilinae, superfamilia Hagloidea) y los Tettigoniidae, lo que quiere expresar con el nombre. Establece una relación con los Tettigoniidae sobre la base de un campo alar que interpreta como precursor del espejo, el campo amplificador del sonido durante la producción del sonido mediante estridulación, de lo contrario sería posible una inclusión en los Prophalangopsidae sin más. La interpretación de esta zona como precursora del espejo es puesta en duda por Romain Garrouste y colegas[24], lo que hace que la asignación a los Tettigonioidea sea una cuestión abierta.
- † Haglotettigonia aenigmatosa Gorochov, 2010[26] Dos estadios tempranos de ninfas se encontraron como inclusiones en ámbar del Líbano, que él sitúa entre el Barremiano y el Aptiano. (Cretácico inferior). La clasificación a los Tettigonioidea se basa en la forma de los tarsi (con lóbulos laterales en el tercer miembro y euplantulae como dispositivos adhesivos), los lóbulos posteriores alargados del pronoto y las proporciones de la cabeza, pero la asignación al género es puramente provisional, debido a la posición de edad similar, en realidad no hay características coincidentes.